# Meteor (együttes)
A Meteor egy magyar beatzenekar, mely 1967 nyarán már Tihanyban (a Révnél) játszott minden este a Motel éttermében.  1970-ig működött. Alapítói a Demjén-fivérek voltak.

## Tagjai
- Bertalan István (Güzü)
- Demjén István (Százlábú)
- Demjén Ferenc (Rózsi) - ének
- Herpai Sándor – dobok
- Vadnai László (Kuksi)
- Töricht György (Gyuri)

## Kislemezeik
- A gárdista / Kívánj Te is nekem szép jó éjszakát! (SP-568)